# Гелелович Арон Мойсейович
Арон Гелелович (27 жовтня (8 листопада) 1832, Євпаторія, Таврійська губернія — 4 (17) лютого, Євпаторія, Таврійська губернія) — потомствений почесний громадянин, євпаторійський солепромисловець і меценат. Мільйонер, найбагатший член караїмської громади Євпаторії свого часу.

## Біографія
Народився 1832  року в караїмської сім'ї євпаторійського купця і благодійника Мойсея (Моше) Гелеловича (1788—1869) і його дружини Біяни Ісааківни (1800 — ?).
Був членом караїмського національного ради при гахамі Самуїлі Пампулові. На ниві доброчинності був відомий тим, що постачав всіх бідних караїмських учнів підручниками і навчальними посібниками, все бідне населення Євпаторії — хлібом, борошном, паливом, картоплею (який виписував вагонами), чаєм і цукром у свята і в важкі часи.
Помер 1912 року в Євпаторії. Спадок, що залишився після смерті А. Гелеловича оцінювався в 3 млн рублів.

### Родина
- Син, Ісаак Гелелович, якому було заповідано продовжувати благодійну діяльність батька в колишніх розмірах протягом 12 років, був убитий в 1918 році під час червоного терору в Євпаторії[3][6].

## Заповіт
Залишив на благодійні цілі 90 тисяч рублів золотом. Згідно із заповітом, 50 тисяч з цих грошей повинні бути витрачені на відкриття та утримання вищих класів школи крою та шиття при жіночому караїмською училищі в Євпаторії; 15 тисяч на освіту фонду для надання допомоги всім бідним учням місцевих шкіл; 20 тисяч — Євпаторійській кенасі (з відрахуванням 20 % прибутна користь її Газзана); 2 тисячі Одеській кенасі, по 1 тисячі кенасам Феодосії, Сімферополя та Єрусалиму.